# Phyllopodium maxii
Phyllopodium maxii är en flenörtsväxtart som först beskrevs av William Philip Hiern, och fick sitt nu gällande namn av O.M. Hilliard. Phyllopodium maxii ingår i släktet Phyllopodium och familjen flenörtsväxter. Inga underarter finns listade i Catalogue of Life.